# Јован Антонијевић
Јован Антонијевић Ђедо (Чачак, 20. септембар 1882 — Београд, 1952) био је југословенски и српски филмски и позоришни глумац. Син му је био глумац Душан Антонијевић. Снаја му је била глумица Душанка Дуда Антонијевић.
Живео је у кући у београдској Скадарлији. Био је немоћан да се одвоји од Скадарлије, живећи у кругу глумачке и књижевне боемије старије и новије генерације.
Играо је, у младости, драмске љубавнике; касније је прешао на карактерне улоге. Нарочито се истицао у националном репертоару. Био је одличан певач, топлог и пријатног баритона, па је тумачио већи број улога у комадима из народног живота с певањем и у оперетама. Био је велики мајстор у приказивању србијанских сељака.

## Филмографија
| Год.   | Назив        | Улога \|- style="background: Lavender; text-align:center; " | 1910-е | 1910-е | 1910-е | 1910-е |
| 1911.  | Карађорђе    | деда                                                        |        |        |        |        |
| 1940-е |              |                                                             |        |        |        |        |
| 1948.  | Живот је наш | Томас                                                       |        |        |        |        |